# Santo Tomás de Aquino (Juan de Peñalosa)
Santo Tomás de Aquino es una pintura del artista español Juan de Peñalosa. 

## Historia y descripción
El lienzo, que muestra a Tomás de Aquino como estudioso, fue realizado para el Convento de los Santos Mártires de Córdoba (España), perteneciente a la orden dominicana. Estaría inspirado en un grabado del artista flamenco Philipe Galle. Durante la desamortización de 1835 el lienzo pasó a manos de los condes de Torres-Cabrera. En 1917 fue adquirido por el Museo de Bellas Artes de Córdoba, donde se conserva actualmente.